# Arte & Percepção Visual
Arte e percepção visual: uma psicologia da visão criadora, (inglês: Art and Visual Perception: A Psychology of the Creative Eye) é considerado o livro mais importante de Rudolf Arnheim e um dos mais influentes, na área de artes, do século XX.
Publicado originalmente em 1954 pela Universidade da Califórnia, o trabalho levou quinze meses para ser concluído, mas Arnheim afirmou que sentiu como se o tivesse escrito em uma longa sessão. Na obra, Arnheim tenta usar a ciência para compreender melhor a arte, levando em conta aspectos importantes da influência pessoal, intuição, expressão e fundamentos da gestalt.
O livro é referência bibliográfica em destacados centros educacionais.